# Carolyn Porco

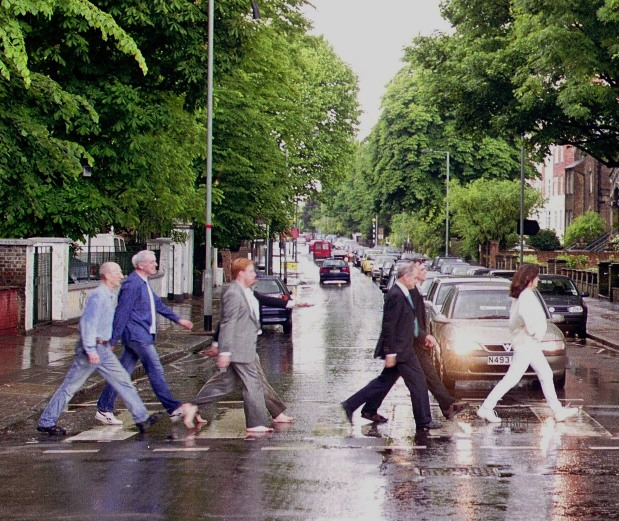
L'équipe Cassini, Carolyn en tête

Carolyn Porco (né le 6 mars 1953 à New York) est une planétologue américaine renommée pour ses travaux sur l'exploration du système solaire externe.

## Biographie
Carolyn Porco a travaillé sur l'imagerie des missions Voyager vers Jupiter, Saturne, Uranus et Neptune dans les années 1980. Elle est aussi une des spécialistes en imagerie pour la mission New Horizons lancée vers Pluton le 19 janvier 2006. Ses travaux plus récents ont porté sur l'étude des anneaux de Saturne et de sa lune Encelade. À ce titre, elle fait partie de l'équipe qui a fait la découverte du petit satellite de Saturne, Égéon (ou Aegaeon, Saturne LIII, ou en désignation provisoire S/2008 S 1), de 500 m seulement de diamètre et orbitant dans l'anneau G annoncée le 3 mars 2009 d'après des observations effectuées le 15 août 2008 sur des images envoyées par la sonde Cassini-Huygens.
Elle a coécrit plus de quatre-vingts articles scientifiques sur des sujets allant de la spectroscopie d'Uranus et de Neptune, le milieu interstellaire, la photométrie des anneaux planétaires, les interactions satellite/anneau, la simulation numérique des anneaux, l'équilibre thermique des calottes polaires de Triton, le flux thermique à l'intérieur de Jupiter, et une série de résultats sur l'atmosphère, les satellites et les anneaux de Saturne provenant de l'imagerie de la sonde Cassini. 
Carolyn Porco est à l'origine de l'épitaphe et de la proposition faite en l'honneur du géologue planétaire renommé Eugene M. Shoemaker, en envoyant ses cendres sur la Lune à bord de la sonde Lunar Prospector en 1998,.
Carolyn Porco a été conseillère pour le film de Robert Zemeckis Contact (1997), adaptation du roman éponyme publié en 1987 par l’astronome Carl Sagan. Sagan aurait suggéré à l’actrice Judy Foster de s’inspirer d'elle pour son rôle dans le film.
Carolyn Porco a également été conseillère sur le film de J. J. Abrams Star Trek (2009). Elle a notamment suggéré la scène où le vaisseau spatial Enterprise émerge de l'atmosphère de Titan à la manière d'un sous-marin faisant surface, avec Saturne et ses anneaux en arrière-plan,.

## Prix et distinctions
Carolyn Porco a reçu :
- le prix Isaac-Asimov
- la médaille Carl-Sagan
- le prix Lennart Nilsson en 2009.

L'astéroïde (7231) Porco lui rend hommage.